# Честер (Небраска)
Честер (енгл. Chester) град је у америчкој савезној држави Небраска.

## Демографија
По попису из 2010. године број становника је 232, што је 62 (-21,1%) становника мање него 2000. године.
| Група             | 2000.       | 2010.       |
| Белци             | 289 (98,3%) | 224 (96,6%) |
| Афроамериканци    | 0 (0,0%)    | 0 (0,0%)    |
| Азијати           | 0 (0,0%)    | 2 (0,9%)    |
| Хиспаноамериканци | 2 (0,7%)    | 0 (0,0%)    |
| Укупно            | 294         | 232         |